# Захарченко, Василий Иванович
Василий Иванович Заха́рченко (1936—2018) — советский украинский писатель.

## Биография
Родился 13 января 1936 года в селе Гутыревка (ныне Полтавская область, Украина). Жил и работал в Черкассах.
Свой литературный путь начал в 1963 году, опубликовав первый рассказ. С тех пор стали появляться одна за другой сборники повестей и рассказов «Поющий корень» (1964), «Тропинка» (1968), «Звонок на рассвете» (1981), «В пятницу после обед» (1982) и др. В справочнике «Писатели Советской Украины. 1917—1987» сказано, что Василий Захарченко — член СПУ с 1982 года. Но в справочниках, что выходили ранее, можно прочитать, что в писательские ряды Василий Захарченко был принят ещё в 1962 году. Дело в том, что Василия Захарченко исключили из союза, утвердив это решение на президиуме правления СПУ 19 октября 1972 года. А 31 января 1973 года он был арестован по обвинению в антисоветской агитации по статье 62 УК УССР, и через несколько месяцев, 26—27 июля 1973 года Черкасским областным судом осужден на пять лет строгого режима. Наказание отбывал в ИТК № 5 в Пермской области. Лишь через десять лет членство в союзе было возобновлено.

## Награды и премии
- Государственная премия Украины имени Тараса Шевченко (1995) — за роман «Прибыльные люди», опубликованный 1994 году в журнале «Отчизна»
- премия имени Ю. И. Яновского
- премия имени А. С. Головко
- премия имени Олексы Гирныка.